# Togepi
Togepi (Japans:トゲピー) is een pokémon uit de populaire gelijknamige animeserie, alsook de computer- en kaartspellen. Hij werd bedacht door Ken Sugimori als een van de tweede generatie pokémon, en verscheen voor het eerst in de Pokémon-tv-serie. Vervolgens verscheen hij in de Pokémon Gold en Silver spellen voor de Game Boy, en later tevens in andere producten en vervolgseries.

## Tv-serie
Togepi is een terugkomende bijfiguur in de tekenfilms. Deze op een ei lijkende pokémon verscheen voor het eerst in de aflevering "Attack of the prehistoric pokémon" en blijft sindsdien terugkomen als pokémon van hoofdpersonage Misty. Togepi is een van slechts twee pokémon die nooit in een pokémon-bal zit, samen met Pikachu. Verder is Togepi, samen met Ho-Oh, een van de pokémon van de tweede generatie die voorkomen in seizoen 1. Hoewel Togepi niet gebruikt wordt in pokémon-gevechten redt hij in sommige afleveringen Ash en zijn vrienden bij gevaar door middel van Metronoom. In de aflevering A Togepi Mirage evolueert hij in Togetic om een groep Togepi te beschermen. Hierna blijft hij in het 'Togepi Paradijs.
Later in de serie komt een andere Togepi voor die, in tegenstelling tot andere Togepi, eerder kwaadaardig is en Ash en zijn vrienden in valstrikken lokt. Deze Togepi komt alleen voor in de aflevering Where no Togepi has gone before.

## Computerspel
Togepi is van het type Fee, maar was Normaal tot Pokémon X en Y. Hij beschouwt het eerste wezen dat hij na de geboorte ziet als zijn moeder. Trainers moeten hem heel veel liefde geven en hem blij maken, zodat hij veel geluk kan brengen. Hij heeft een schaal vol goed geluk, en kan dat dus ook makkelijk verspreiden. Maar als hij in de buurt van een mens met een onzuiver hart komt, verdwijnt deze energie vlug. Over Togepi wordt gezegd dat hij een ontspannende aura uitstraalt dat sterker wordt als hij lief behandeld wordt. Tijdens een gevecht raakt hij bekend met de aanvallen van zijn tegenstander. Ondanks het feit dat hij vast zit in zijn ei is hij altijd blij. In het spel krijgt men een Togepi van een wetenschapper in Violet City. Als Togepi zijn gelukslevel heeft bereikt evolueert hij naar Togetic. Een Togetic heeft in tegenstelling tot Togepi vleugeltjes en kan vliegen. Togetic evolueert naar Togekiss met een Shiny Stone.